# Renault Tracer
Renault Tracer — междугородний автобус большой вместимости, выпускаемый французской компанией Renault Trucks в 1991—2002 годах. Вытеснен с конвейера моделью Renault Ares. 

## История
Впервые автобус Renault Tracer был представлен в 1991 году. До 1993 года экологический класс был Евро-0, до 1996 года — Евро-1, до 2002 года — Евро-2. Всего было произведено 5435 экземпляров.
Последняя модель Renault Tracer сошла с конвейера в Анноне в апреле 2002 года.

## Галерея

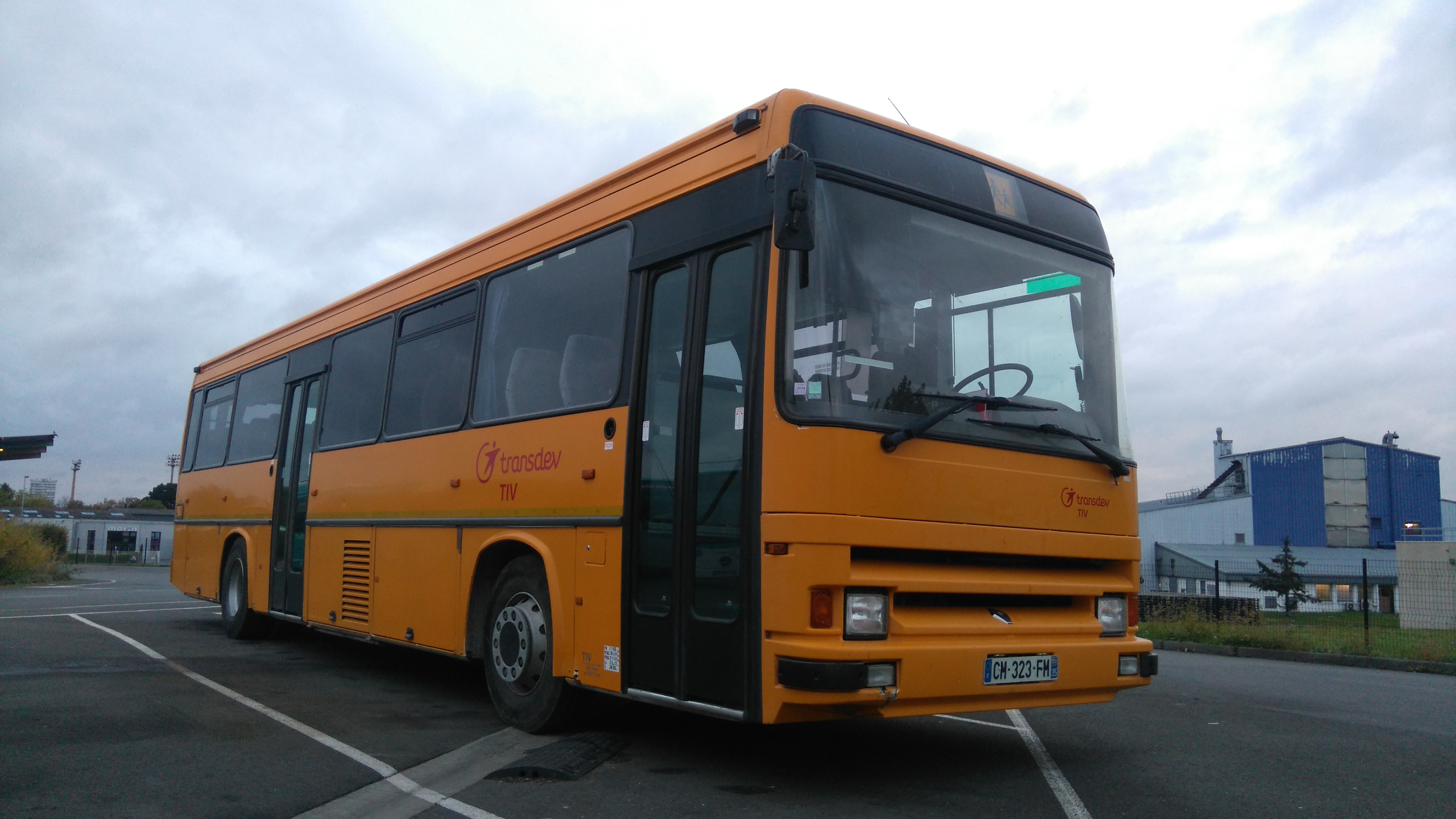
Вид спереди
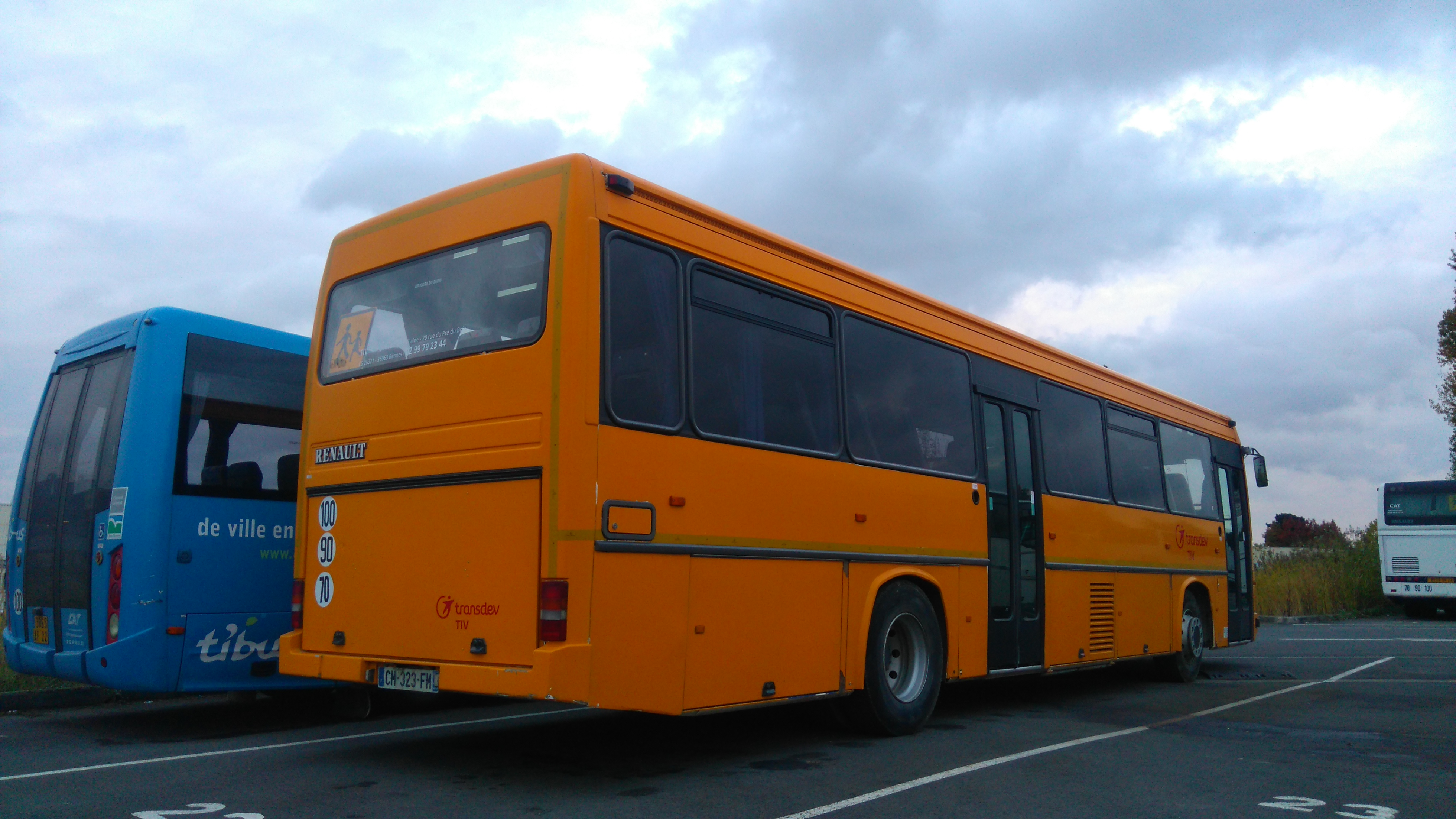
Вид сзади
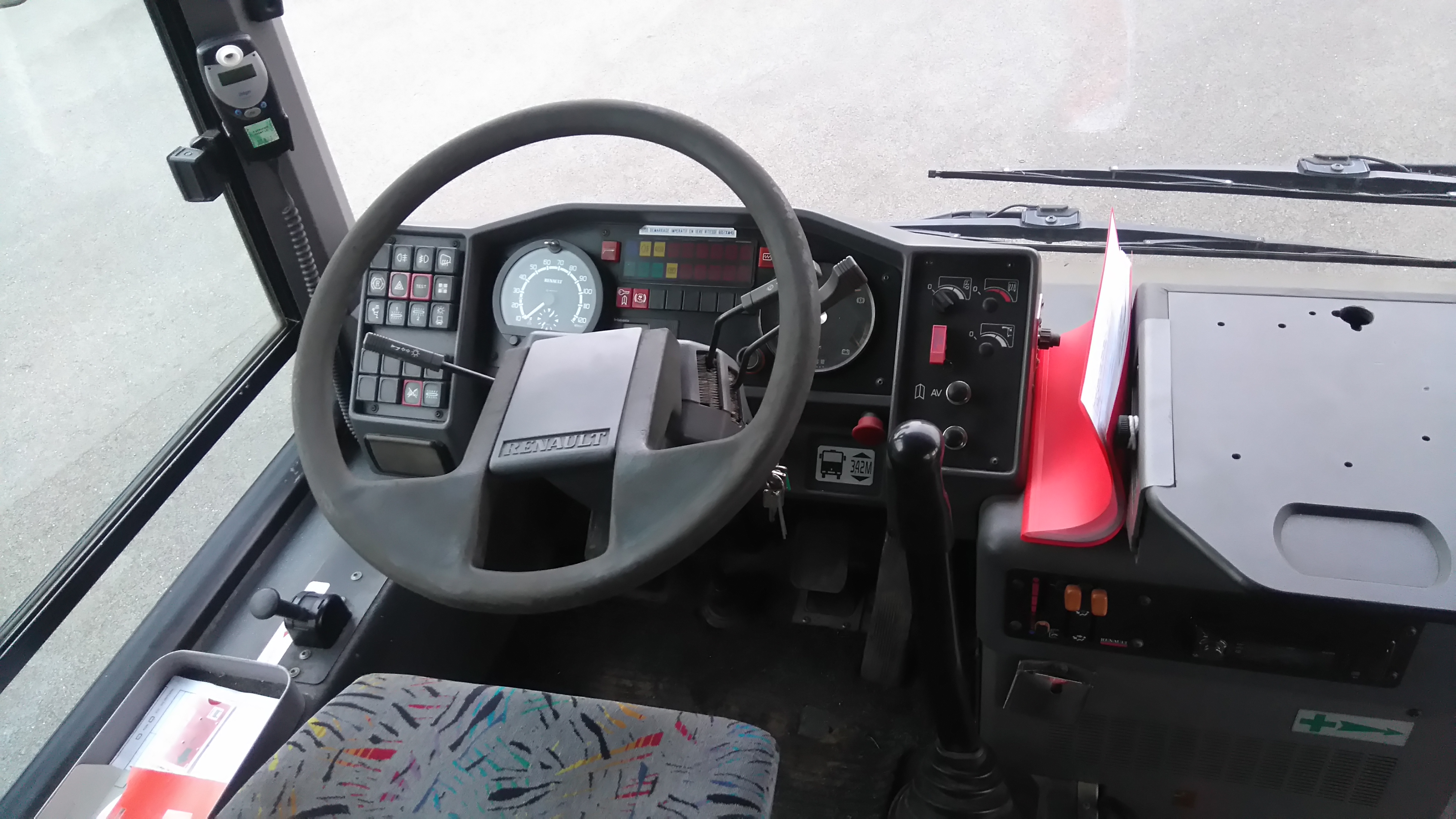
Место водителя
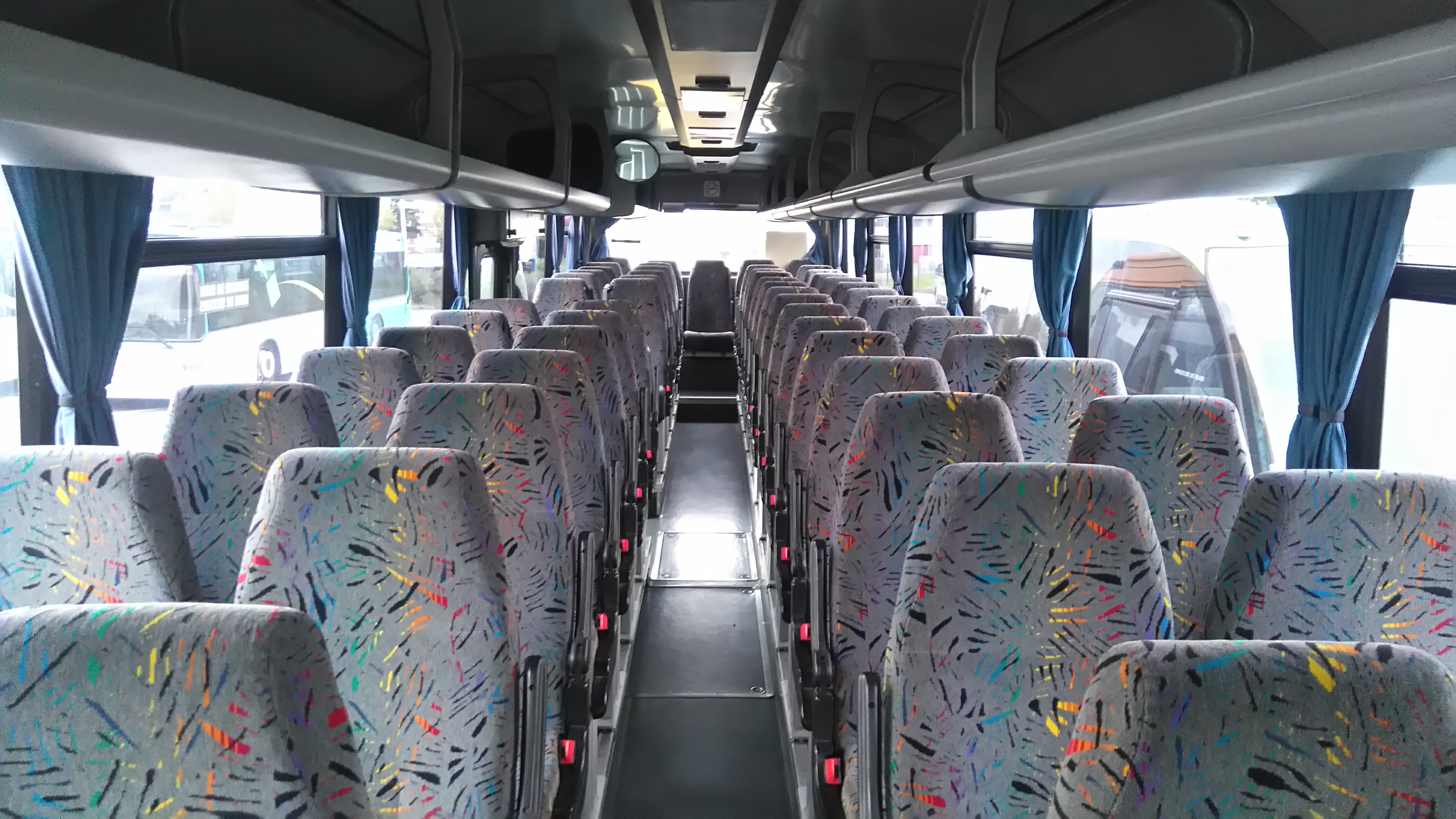
Салон